# 亚区街聚会所
亚区街聚会所（Arch Street Friends Meeting House）是贵格会的一个聚会所，位于美国宾夕法尼亚州费城老城亚区街320 号（与四街转角处）。该建筑已使用两个多世纪，一直没有什么改变，体现了贵格会的简朴和平等的特征。
宾夕法尼亚州的创始人和贵格会信徒威廉·佩恩于1701年赠送一块土地给贵格会，用作墓地。聚会所的东翼和中部建于1803年和1805年之间，由贵格会木匠Owen Biddle设计。Biddle是建筑师手册The Young Carpenter's Assistant（出版于1805年）的作者。建筑在1810-1811年扩建，增加了西翼。。
亚区街聚会所的著名信徒包括废奴主义者柳克丽霞·莫特和画家爱德华·希克斯。
亚区街聚会所在1971年列入国家史迹名录，并于2011年列为国家历史地标。
聚会所的所在地是费城的第一个贵格会墓地。埋葬于此的名人包括：
- 查尔斯·布鲁克登·布朗（1771-1810），第一个美国小说家[4][7]
- 塞缪尔·卡彭特（1649年至1714年），威廉·佩恩的副总督
- Lydia Darrah（1728-1789），革命战争间谍[8]
- James Logan（1674-1751），威廉·佩恩的秘书[4]
- 塞缪尔·尼古拉斯（1744-1790），美国海军陆战队的创始人和第一指挥官]。.[4][9] 每年11月10日，海军陆战队来此献花[10]
- Robert Waln（1765-1836），美国国会议员[11]
- Dr. Thomas Wynne（1627-1691），威廉·佩恩的私人医生和宾夕法尼亚州费城的最初定居者之一。出生在威尔士，他陪同佩恩在他的原始旅途上美国的船欢迎
- Caspar Wistar（1761-1818），医生、解剖学教授和美国哲学会副会长[12][13]

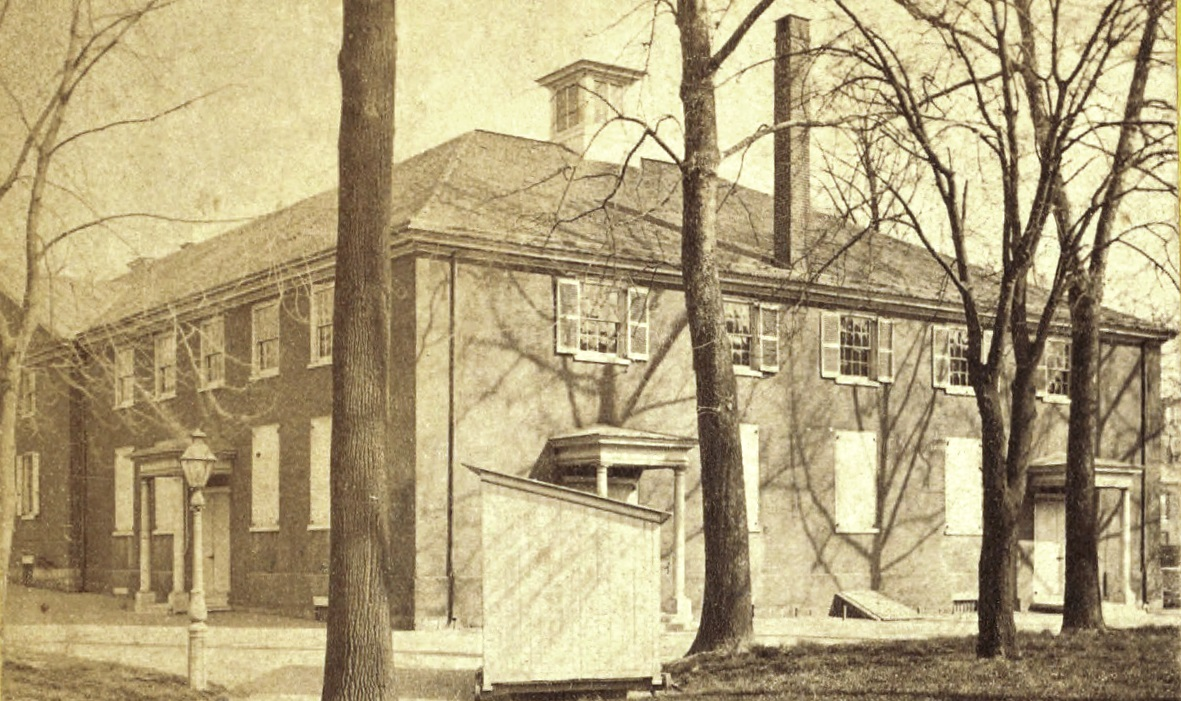
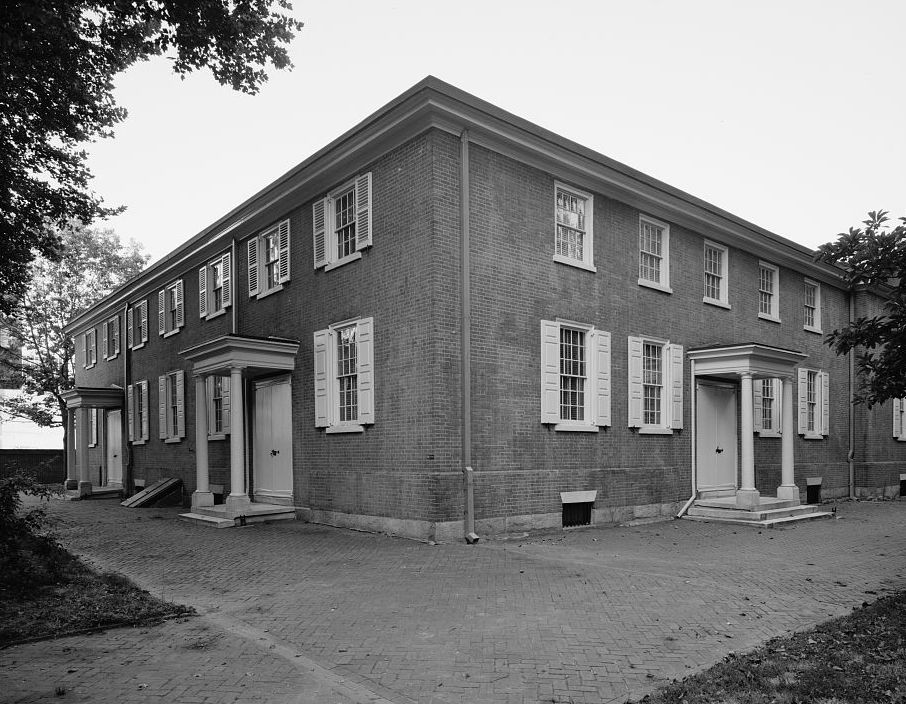
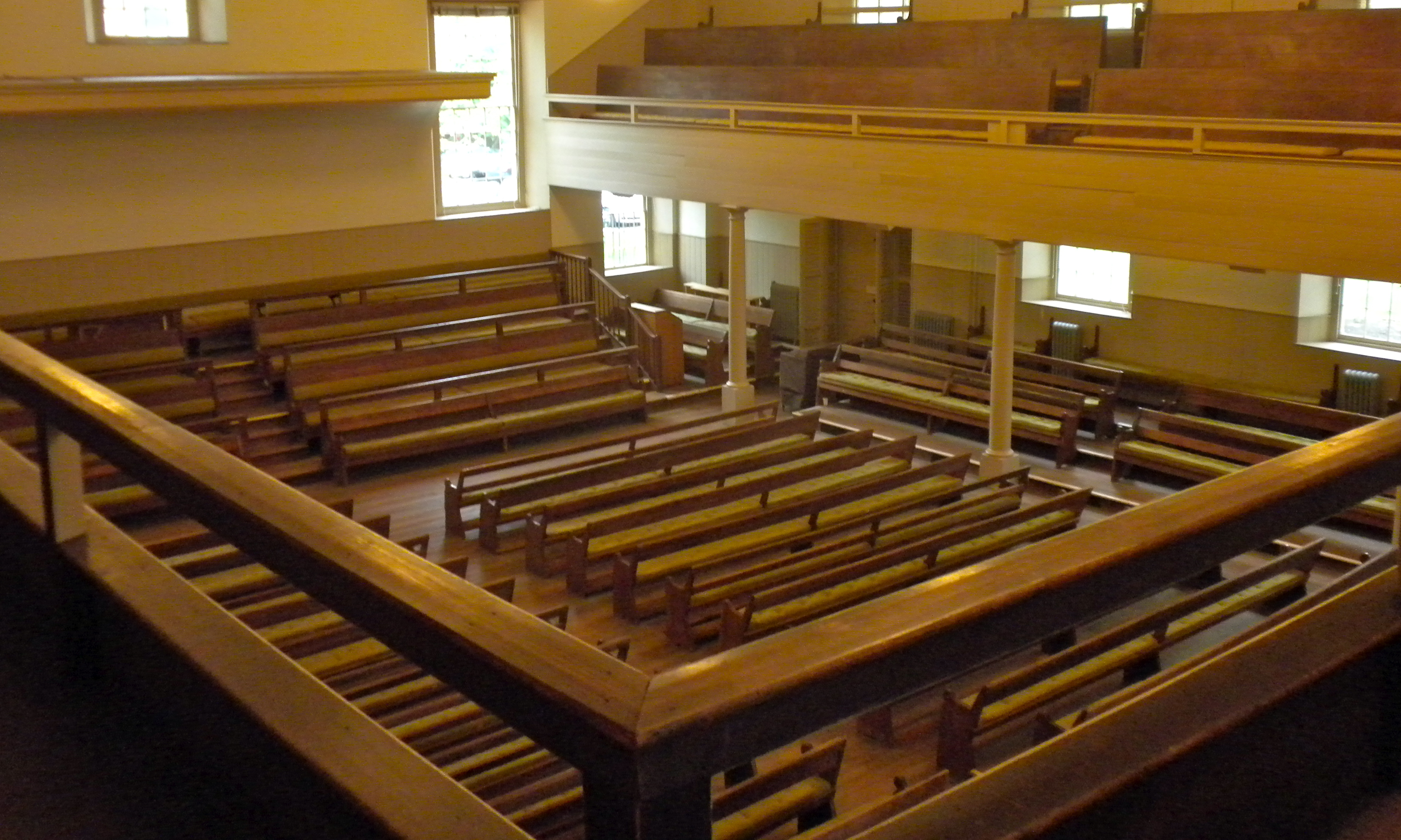